# The Love Album
The Love Album é o sétimo álbum do grupo irlandês Westlife. Foi lançado nas Filipinas em 13 de novembro de 2006 e no Reino Unido em 20 de novembro de 2006 e as músicas do álbum são centrados no "tema de amor". Foi também o terceiro álbum da banda a ser lançado como um quarteto. O único single lançado foi uma cover da música de Bette Midler "The Rose", que estreou em primeiro lugar na Irlanda e no Reino Unido. Foi o 14º single nº 1 da banda. A música foi apresentada pela primeira vez no Miss Mundo 2006. 
O álbum estreou em sua posição mais alta em primeiro lugar nas paradas do Reino Unido, vendendo 219.662 cópias no Reino Unido naquela semana. Ele também passou uma semana no número dois e duas semanas no número três. Uma dessas semanas número três tem as vendas mais altas para esse pico por uma semana em todo o ano de 2006. Ele voltou a entrar no número 17 no Official UK Budget Albums Chart em novembro de 2009. O álbum também apareceu na lista das melhores vendas de álbuns de Hong Kong em 2007.
Sua versão cover de "Nothing's Gonna Change My Love for You", que está incluída na versão deluxe do álbum, foi vista 100 milhões de vezes no YouTube.

## Faixas
| #  | Canção                                      | Compositores                                    | Duração | Interpretada originalmente por |
| -- | ------------------------------------------- | ----------------------------------------------- | ------- | ------------------------------ |
| 1  | "The Rose"                                  | Amanda McBroom                                  | 3:39    | Bette Midler                   |
| 2  | "Total Eclipse of the Heart"                | Jim Steinman                                    | 6:57    | Bonnie Tyler                   |
| 3  | "All Out of Love" (dueto com Delta Goodrem) | Graham Russell, Russell Hitchcock, Clive Davis  | 3:44    | Air Supply                     |
| 4  | "You Light Up My Life"                      | Joseph Brooks                                   | 3:27    | Debby Boone                    |
| 5  | "Easy"                                      | Lionel Richie                                   | 4:26    | Commodores                     |
| 6  | "You Are So Beautiful (To Me)"              | Billy Preston, Dennis Wilson, Bruce Fisher      | 3:03    | Billy Preston                  |
| 7  | "Have You Ever Been in Love"                | Andy Hill, Peter Sinfield, John Danter          | 3:41    | Gem                            |
| 8  | "Love Can Build a Bridge"                   | John Barlow Jarvis, Naomi Judd, Paul Overstreet | 3:55    | The Judds                      |
| 9  | "The Dance"                                 | Anthony Arata                                   | 3:58    | Garth Brooks                   |
| 10 | "All or Nothing"                            | Steve Mac, Wayne Hector                         | 3:56    | O-Town                         |
| 11 | "You've Lost That Loving Feeling"           | Phil Spector, Barry Mann, Cynthia Weil          | 3:25    | The Righteous Brothers         |

Faixas do Bonus CD
- O CD Bônus vem somente na edição asiática chamada de Deluxe Edition.

| # | Canção                                                           | Compositores                 | Duração | Interpretada originalmente por |
| - | ---------------------------------------------------------------- | ---------------------------- | ------- | ------------------------------ |
| 1 | "Butterfly Kisses"                                               | Bob Carlisle, Randy Thomas   | 5:38    | Bob Carlisle                   |
| 2 | "Nothing's Gonna Change My Love for You"                         | Michael Masser, Gerry Goffin | 3:47    | George Benson                  |
| 3 | "If"                                                             | David Gates                  | 2:42    | Bread                          |
| 4 | "Solitaire"                                                      | Neil Sedaka, Phil Cody       | 5:07    | Carpenters                     |
| 5 | "Still Here"                                                     | Steve Mac, Wayne Hector      | 3:51    |                                |
| 6 | "Total Eclipse of the Heart" (Sunset Strippers Remix Radio Edit) | Jim Steinman                 | 3:48    | Bonnie Tyler                   |

## Histórico de lançamento
| País        | Data de Lançamento     |
| ----------- | ---------------------- |
| Filipinas   | 13 de novembro de 2006 |
| Irlanda     | 20 de novembro de 2006 |
| Reino Unido | 20 de novembro de 2006 |
| Argentina   | 5 de dezembro de 2006  |

## Certificações
| Região                | Certificação |
| --------------------- | ------------ |
| Irlanda (IRMA)        | 10× Platina  |
| Reino Unido (BPI)     | 3× Platina   |
| Nova Zelândia (RIANZ) | 3× Platina   |
| Europa (IFPI)         | Platina      |
| Austrália (ARIA)      | 3× Platina   |
| Suécia (IFPI)         | Ouro         |

## Desempenho nas paradas
| País          | Posição mais alta |
| ------------- | ----------------- |
| Europa        | 5                 |
| Irlanda       | 1                 |
| Noruega       | 1                 |
| Reino Unido   | 1                 |
| Nova Zelândia | 2                 |
| Suécia        | 3                 |
| Argentina     | 5                 |
| China         | 5                 |
| Hong Kong     | 5                 |
| Chipre        | 8                 |
| Austrália     | 11                |
| Alemanha      | 34                |
| Holanda       | 49                |
| Suíça         | 27                |
| Áustria       | 49                |

Parada de fim de ano
| Parada (2006)           | Posição mais alta |
| ----------------------- | ----------------- |
| Australian Albums Chart | 83                |
| Irish Albums Chart      | 1                 |
| UK Albums Chart         | 8                 |

| Precedido por Twenty Five de George Michael | Álbuns número um na UK Albums Chart 26 de novembro de 2006 – 2 de dezembro de 2006 | Sucedido por Beautiful World de Take That |